# Bésayes
Bésayes este o comună în departamentul Drôme din sud-estul Franței. În 2009 avea o populație de 1.082 de locuitori.

## Evoluția populației
| An        | 1975 | 1982 | 1990 | 1999 | 2006 | 2009  |
| --------- | ---- | ---- | ---- | ---- | ---- | ----- |
| Populație | 552  | 718  | 762  | 911  | 985  | 1.082 |